# Kalāteh-ye Ḩasan Mast
Kalāteh-ye Ḩasan Mast (persiska: Ḩasanābād, کلاته حسن مست, حسن مست) är en ort i Iran.   Den ligger i provinsen Nordkhorasan, i den nordöstra delen av landet, 500 km öster om huvudstaden Teheran. Kalāteh-ye Ḩasan Mast ligger 900 meter över havet och antalet invånare är 110.
Terrängen runt Kalāteh-ye Ḩasan Mast är lite bergig, och sluttar norrut.Runt Kalāteh-ye Ḩasan Mast är det ganska glesbefolkat, med 27 invånare per kvadratkilometer. Närmaste större samhälle är Āshkhāneh, 6,3 km väster om Kalāteh-ye Ḩasan Mast. Omgivningarna runt Kalāteh-ye Ḩasan Mast är i huvudsak ett öppet busklandskap.